# Campoplex capitator
Campoplex capitator là một loài tò vò trong họ Ichneumonidae.